# Holothuria lessoni
Holothuria lessoni is een zeekomkommer uit de familie Holothuriidae.
De wetenschappelijke naam van de soort werd in 2009 gepubliceerd door Massin, Uthicke, Purcell, Rowe, Samyn.